# Абдуллаева, Ойбарчин Бекмуратовна
Абдуллаева Ойбарчин Бекмуратовна (узб. Abdullaeva Oybarchin Bekmuratovna; род. 28 июля 1984 года; Алтынсайский район, Сурхандарьинская область, УзССР, СССР) — узбекский политический деятель, педагог. Депутат Законодательной палаты Олий Мажлиса Республики Узбекистан. Член Комитета по вопросам обороны и безопасности. Член Народно-демократической партии Узбекистана. Заведующая Алтынсайским районным отделом дошкольного образования.

## Биография
В 2007 году Ойбарчин Бекмуратова окончила Термезский государственный университет, получив высшее образование по специальности педагог. В 2003 начала преподавать в общеобразовательной школе № 7 Алтынсайского района. С 2006 по 2011 год работала в общеобразовательной школе № 25, а затем и в Транспортном профессиональном колледже Алтынсайского района. Позже, в 2014—2016 годах работала заведующей районным дошкольным образовательным учреждением № 12.
С 2017 года Абдуллаева Ойбарчин является заведующей Алтынсайским районным отделением дошкольного образования Сурхандарьинской области.